# Eutomostethus gagathinus
Eutomostethus gagathinus är en stekelart som först beskrevs av Johann Christoph Friedrich Klug 1816.  Eutomostethus gagathinus ingår i släktet Eutomostethus, och familjen bladsteklar. Enligt den finländska rödlistan är arten otillräckligt studerad i Finland. Det är osäkert om arten förekommer i Sverige. Artens livsmiljö är strandängar vid sötvatten.